# Campeonato Paraibano de Futebol de 1998 - Segunda Divisão
O Campeonato Paraibano de Futebol de 1998 - Segunda Divisão foi a 18 ª edição da segunda divisão do Campeonato Paraibano de Futebol. Aconteceu entre os dias 30 de Agosto e 25 de Outubro e o Grêmio Recreativo Serrano, de Campina Grande  foi campeão e conquistou uma vaga para a primeira divisão do ano seguinte.

## Participantes
Quatro clubes participaram do Campeonato estadual de futebol Segunda Divisão de 1998, foram eles:
- Associação Desportiva Perilima
- Grêmio Recreativo Serrano
- Santos Futebol Clube
- Cruzeiro de Itaporanga

## Disputa
Os quatro clubes jogaram entre sí em jogos de ida e volta (turno e returno), aquele que mais pontuasse em cada turno iria à final, caso o mesmo time fosse o maior pontuador em cada turno ele seria campeão antecipado, fato que não aconteceu
| 30 de agosto | Cruzeiro | 1 – 1 | Serrano |  |
|              |          |       |         |  |

| 30 de agosto | Perilima | 1 – 1 | Santos |  |
|              |          |       |        |  |

| 6 de setembro | Serrano | 1 – 0 | Perilima |  |
|               |         |       |          |  |

| 6 de setembro | Santos | 1 – 0 | Cruzeiro |  |
|               |        |       |          |  |

| 13 de setembro | Serrano | 0 – 0 | Santos |  |
|                |         |       |        |  |

| 13 de setembro | Cruzeiro | 6 – 2 | Perilima |  |
|                |          |       |          |  |

| Pos. | Time     | Pts | J | V | E | D | GF | GC | SG |
| ---- | -------- | --- | - | - | - | - | -- | -- | -- |
| 1º   | Serrano  | 5   | 3 | 1 | 2 | 0 | 2  | 1  | +1 |
| 2º   | Santos   | 5   | 3 | 1 | 2 | 0 | 2  | 1  | +1 |
| 3º   | Cruzeiro | 4   | 3 | 1 | 1 | 1 | 7  | 4  | +3 |
| 4º   | Perilima | 1   | 3 | 0 | 1 | 2 | 3  | 8  | -5 |

|  |                                                      |
|  | Campeão do turno e classificado para a fase seguinte |

| 20 de setembro | Serrano | 1 – 1 | Cruzeiro |  |
|                |         |       |          |  |

| 20 de setembro | Santos | 0 – 0 | Perilima |  |
|                |        |       |          |  |

| 27 de setembro | Perilima | 2 – 0 | Serrano |  |
|                |          |       |         |  |

| 27 de setembro | Cruzeiro | 3 – 1 | Santos |  |
|                |          |       |        |  |

| 11 de outubro | Santos | 2 – 3 | Serrano |  |
|               |        |       |         |  |

| 11 de outubro | Perilima | 1 – 0 | Cruzeiro |  |
|               |          |       |          |  |

| Pos. | Time     | Pts | J | V | E | D | GF | GC | SG |
| ---- | -------- | --- | - | - | - | - | -- | -- | -- |
| 1º   | Perilima | 7   | 3 | 2 | 1 | 0 | 3  | 0  | +3 |
| 2º   | Cruzeiro | 4   | 3 | 1 | 1 | 1 | 4  | 3  | +1 |
| 3º   | Serrano  | 4   | 3 | 1 | 1 | 1 | 4  | 5  | -1 |
| 4º   | Santos   | 1   | 3 | 0 | 1 | 2 | 3  | 6  | -3 |

|  |                                                      |
|  | Campeão do turno e classificado para a fase seguinte |

### Fase Final
A fase final consistiu na disputa entre os dois campeões de cada turno, aquele que obtivesse melhor resultado na somatória de dois jogos seria o campeão do ano e consequentemente conquistaria a vaga para a disputa do primeira divisão do ano seguinte.
| 17 de outubro | Perilima | 1 – 4 | Serrano |  |
|               |          |       |         |  |

| 25 de outubro | Serrano | 3 – 0 | Perilima |  |
|               |         |       |          |  |

| Pos. | Time     | Pts | J | V | E | D | GF | GC | SG |
| ---- | -------- | --- | - | - | - | - | -- | -- | -- |
| 1º   | Serrano  | 6   | 2 | 2 | 0 | 0 | 7  | 1  | +6 |
| 2º   | Perilima | 0   | 2 | 0 | 0 | 2 | 1  | 7  | -6 |

|  |                                                         |
|  | Campeão e classificado para a primeira divisão de 1999. |

| Campeão Paraibano de 1998 - Segunda Divisão |
| ------------------------------------------- |
| Serrano (1º título)                         |